# Peter Hepp
Peter Hepp (* 30. Juni 1961 in Ehingen (Donau)) ist ein taubblinder deutscher Seelsorger und Autor. Als erster Taubblinder in Deutschland wurde er 2003 zum Diakon der römisch-katholischen Kirche geweiht.

## Werdegang
Von Geburt an gehörlos, erlernte Hepp ab dem fünften Lebensjahr (über Artikulationsunterricht) die Lautsprache sowie später, in einem Internat für Gehörlose in Schwäbisch Gmünd, die Deutsche Gebärdensprache.
Nach Abschluss der Schulausbildung absolvierte er eine Lehre als Maschinenschlosser. Er wurde gläubig und arbeitete mehrere Jahre als Betreuer von Sehbehinderten im Franziskanerinnenkloster Heiligenbronn (heute: Stiftung St. Franziskus Heiligenbronn). Hepp überlegte, Mönch zu werden, kam jedoch von diesen Plänen wieder ab.
Als er infolge des Usher-Syndroms (Typ I) mit der Zeit zunehmend erblindete, absolvierte er im Kloster eine Ausbildung zum Korbmacher. 1994 verließ er das Kloster und arbeitete zeitweilig als Korbmacher. In den Folgejahren hielt Hepp in zunehmendem Maße Vorträge über Taubblindheit und engagierte sich in verschiedenen Blinden- und Gehörlosenverbänden.
Im März 2000 begann er eine Diakonatsausbildung, die am 7. Juni 2003 mit der Diakonenweihe endete. Seit September 2000 ist er Seelsorger für Taubblinde.
Hepp arbeitet heute als Seelsorger für Menschen mit Hör- und Sehbehinderung in der Diözese Rottenburg-Stuttgart. Predigten und Vorträge hält er in Gebärdensprache und kommuniziert in Lormen, von der Hand abgefühlter Gebärdensprache und Brailleschrift; zeitweise übersetzen Assistenten in das Lorm-Alphabet. Darüber hinaus schreibt er Beiträge für Fachzeitschriften und hält Seminare.
2005 erschien seine Biografie unter dem Titel Die Welt in meinen Händen. Ein Leben ohne Hören und Sehen.
Hepp ist seit 1998 verheiratet und Vater zweier Söhne.
Am 6. April 2016 wurde Hepp in Rottweil als erstem Taubblinden das Bundesverdienstkreuz überreicht.